# Сочи
Со̀чи (на руски: Сочи) е град в Краснодарски край на Русия. Населението му е 444 989 души (1 януари 2024), а населението на Сочинската агломерация е 574 335 души. Основан е през 1838 г. Получава статут на град през 1896 г. Най-големият черноморски център на Русия.

## История
Тези земи са населени още от античността от гърци. От VI до XI век земите постепенно са приобщени към Грузинското кралство, което построило дузина църкви в границите на градовете. От XI до XV век те вече окончателно стават част от кралството. Християнските селища по протежението на крайбрежието били унищожени от нападенията на тюрки и хазари и др. номади, чийто контрол върху региона бил слаб.
От XV век насам земята е известна като Убихия и е част от историческата област Черкезия. Тя била контролирана от местни кланове от северозападен Кавказ, които привидно били под върховната власт на Османската империя, която била техен главен търговски партньор в мюсюлманския свят. Бреговата линия била отстъпена на Русия през 1829 г. като резултат от Кавказката война и Руско-турската война 1828 – 1829 г.
Руснаците нямали подробни сведения за земите, докато барон Фьодор Торнау тайно изследвал крайбрежните маршрути от Геленджик до Гагра и прекосил планините до Кабардино-Балкария, през 1830 г.
През 1838 г. при устието на река Сочи била основана крепостта Александрия, която била преименувана на Навагински една година по-късно. Укрепления защитавали земите от черкезки набези. По времето на избухването на Кримската война гарнизонът бил евакуиран от Навагински, за да не бъде заловен от турците, които дебаркирали на Алдерски скоро след това.
Последната битка от Кавказката война се провела при реката Годлик на 18 март 1864 г., местните били разбити от руската армия. На 25 март 1864 г. на мястото на форта Навагински бил установен фортът Даковски. Краят на Кавказката война бил обявен на 2 юни 1864 г. с манифеста на руския император Александър II.
След края на Кавказката война почти всички убихи и голяма част от шапсугите, които живеели на територията на днешен Сочи, се преместили в Османската империя. От 1866 г. крайбрежните райони били презаселени с руснаци, арменци, украинци и др. хора от вътрешността на Русия.
През 1874 – 1891 г. Православната църква започнала да действа в региона и селището Даковски било преименувано на Даковски Посад. През 1896 г. Даковски Посад бил преименуван в Сочи Посад и включен в новосформираната Черноморска област, През 1900 – 1910 г. Сочи става морски курорт.
През 1923 г. Сочи се сдобива с една от най-характерните си черти – железопътната линия, започваща от Туапсе и стигаща до Абхазия. Въпреки че това разклонение на Северно-Кавказката жп линия е доста неподходящо за санаториумите и плажовете, линията все още действа и е от основно значение за транспортната инфраструктура на региона.

## Административно-териториално деление
- Адлерски район
- Лазаревски район
- Хостински район
- Център

## Икономика
Морски курорт с живописно местоположение. Има пристанище, летище и железопътна гара. Хранително-вкусова промишленост. Отглеждане на чай и цитрусови плодове.

## Спорт
Сочи е домакин на зимната олимпиада през 2014.
От 2014 година там се провежда състезанието за Голямата награда на Русия, кръг от Формула 1.
Градският стадион „Фищ“ е с капацитет 48 000 души. Реконструиран е за Световното първенство по футбол „Русия 2018“ за 320 млн. евро.

## Известни личности
Родени в Сочи
- Евгени Кафелников (р. 1974), тенисист
- Григорий Лепс (р. 1962), певец

Починали в Сочи
- Александър Бестужев (1797 – 1837), писател и общественик
- Андрей Ростоцки (1957 – 2002), актьор

## Побратимени градове
- Вейхай, Китай (от 1996 година)
- Волос (на гръцки: Βολος. на английски: Volos), Гърция (от 2007 година)
- Еспоо (на фински: Espoo. на шведски: Esbo), Финландия (от 1989 година)
- Керч (на украински: Керч), Украйна (от 2005 година)
- Лонг Бийч (на английски: Long Beach), Калифорния, САЩ (от 1990 година)
- Ментон (на френски: Menton), Франция (от 1966 година)
- Пярну, Естония (от 1994 година)
- Римини (на италиански: Rimini), Италия (от 1977 година)
- Трабзон (на турски: Trabzon), Турция (от 1991 година)
- Челтнъм (на английски: Cheltenham), Англия (от 1959 година)

### Чуждестранни консулства
- Армения,[1] от 2001 година.